# Chase Jackson
Chase Jackson (nacida Chase Ealey, Springfield, 20 de julio de 1994) es una deportista estadounidense que compite en atletismo, especialista en la prueba de lanzamiento de peso.
Ganó dos medallas de oro en el Campeonato Mundial de Atletismo, en los años 2022 y 2023, y tres medallas en el Campeonato Mundial de Atletismo en Pista Cubierta entre los años 2022 y 2025.

## Palmarés internacional
| Campeonato Mundial                   | Campeonato Mundial      | Campeonato Mundial | Campeonato Mundial |
| Año                                  | Lugar                   | Medalla            | Prueba             |
| ------------------------------------ | ----------------------- | ------------------ | ------------------ |
| 2022                                 | Eugene (Estados Unidos) | Medalla de oro     | Peso               |
| 2023                                 | Budapest (Hungría)      | Medalla de oro     | Peso               |
| Campeonato Mundial en Pista Cubierta |                         |                    |                    |
| Año                                  | Lugar                   | Medalla            | Prueba             |
| 2022                                 | Belgrado (Serbia)       | Medalla de plata   | Peso               |
| 2024                                 | Glasgow (Reino Unido)   | Medalla de bronce  | Peso               |
| 2025                                 | Nankín (China)          | Medalla de bronce  | Peso               |